# Neelyville
Neelyville est une ville du comté de Butler, dans le Missouri, aux États-Unis,. Située au sud-ouest du comté, elle est fondée en 1870 et incorporée en 1883.

## Démographie
Lors du recensement de 2010, la ville comptait une population de 483 habitants. Elle est estimée, en 2016, à 468 habitants.

## Source de la traduction
- (en) Cet article est partiellement ou en totalité issu de l’article de Wikipédia en anglais intitulé « Neelyville, Missouri » (voir la liste des auteurs).